# Verbo semipredicativo
En gramática, verbo semipredicativo (o semicopulativo) es aquel que se encuentra a medio camino entre el verbo predicativo y el verbo copulativo, y posee usos característicos de ambos, de manera que puede ser sustituido por un verbo copulativo sin que se pierda demasiado significado; así, por ejemplo, en "Pedro anda apesadumbrado estos últimos días" podemos decir prácticamente lo mismo con un verbo copulativo: "Pedro está, parece, es apesadumbrado estos últimos días". No se trata de una expresión con equivalencia absoluta, por lo cual no llamamos copulativo al verbo andar, pero sí puede denominársele y de hecho se le denomina verbo semipredicativo o semicopulativo. Y, sin embargo, es un verbo que tiene la mayoría de sus usos como verbo predicativo: "Pedro anduvo desde la estación a casa en poquísimo tiempo".
Los verbos semipredicativos han sufrido un proceso de desemantización o pérdida de significado que les hace proclives a ser usados como copulativos. Algunos de los más frecuentes son devenir, volverse, hacerse, mostrarse, permanecer, resultar, y, según algunos autores, parecer, que generalmente se tiene ya por copulativo.
El complemento que llevan estos verbos no es estrictamene un atributo, ya que no son estrictamente verbos copulativos, sino un complemento predicativo: "El partido resultó un fiasco".
- Datos: Q6160533